# Rádio Moçambique
Rádio Moçambique (RM) ist der staatliche Rundfunksender Mosambiks. Der 1975 geschaffene Hörfunk sendet im gesamten Gebiet des südostafrikanischen Staates über verschiedene Kanäle und hat seinen Sitz in der Hauptstadt Maputo.

## Geschichte

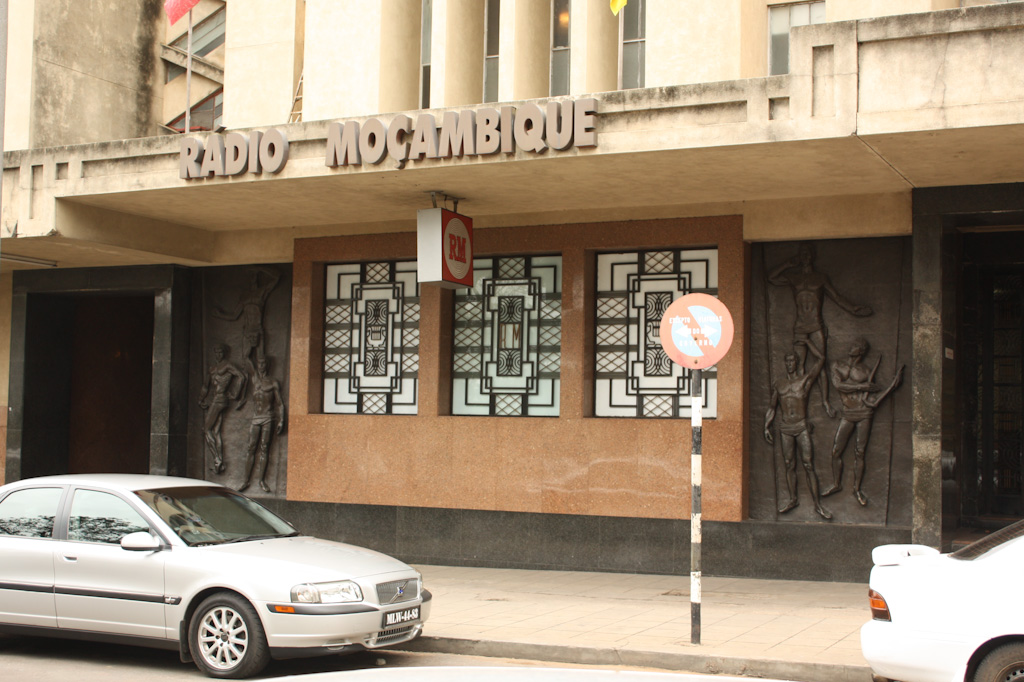
Sitz des Senders in der Rua da Rádio 2, Maputo

Nach der Unabhängigkeit Mosambiks im Jahre 1975 verstaatlichte die FRELIMO-Regierung unter anderem auch alle privaten Radiosender. Aus den Sendern Rádio Clube de Moçambique, Voz de Moçambique, Emissora do Aero Clube da Beira und Rádio PAX schuf die Regierung zum 2. Oktober 1975 das Staatsunternehmen „Rádio Moçambique“. 1994 wechselte die Unternehmensform von „empresa do Estado“ (Staatsunternehmen) zu „empresa pública“ (öffentliches Unternehmen). Der mosambikanische Staat ist bis heute über das Instituto de Gestão das Participações do Estado Alleineigentümer des Senders.
Seit 2002, nachdem ein letzter Mast in der Provinz Gaza installiert worden war, sendet der Rundfunk als einziger Mosambiks im gesamten Landesgebiet.
Der Rundfunk wird über eine eigene Steuer, die „taxa de radiodifusão“ (Rundfunksteuer), finanziert. Von allen staatlichen Unternehmen erhielt RM mit die größte Unterstützung. 2006 waren dies 123 Millionen Meticais, die in darauffolgenden Jahren stetig stiegen: 139 Millionen (2007), 151 Millionen (2008), 173 Millionen (2009), 198 Millionen (2010).
Seit Unternehmensgründung sitzt der Rundfunk im gleichnamigen Gebäude in der Rua da Rádio 2 im Zentrum Maputos.

## Angebot und Verbreitung
Der bekannteste Kanal von Rádio Moçambique trägt den gleichen Namen, er wird auch gelegentlich „Antena Nacional“ (Nationale Antenne) genannt, und wird im gesamten Landesgebiet Mosambiks gesendet. Standardsprache ist dabei die einzige landesweite Amtssprache Portugiesisch. Ferner gibt es in allen Provinzen weitere Sender, die in den jeweiligen Lokalsprachen senden. In der Hauptstadt Maputo gibt es auch noch die Sender Rádio Cidade (Unterhaltung), RM Desporto (Sport) und Maputo Corridor Radio (englischsprachiger Sender). Alle Sender sind auch im Internet als Livestreamübertragung anhörbar.
Der Sender nutzt den von der FRELIMO geschaffenen Einheitspruch „Do Rovuma a Maputo“ (dt.: „Vom Rovuma bis zum Maputo“) als Slogan. Er benennt gleichzeitig die beiden im Norden und im Süden mosambikanischen Grenzflüsse Rovuma und Maputo.

## Kritik
Obwohl die 1990 verabschiedete, neue Verfassung Mosambiks Meinungs- und Pressefreiheit vorsieht und die staatlichen Medienorgane einem Neutralitätsgebot verpflichtet sind, wird diesen, insbesondere auch Rádio Moçambique, vorgeworfen unverhältnismäßig viel und positiv über die Politik der seit 1975 regierenden FRELIMO zu berichten. Auch wird kritisiert, dass Demonstrationen und Unruhen, die nicht im Sinne der Regierungspartei sind, nicht erwähnt werden.
Während des Wahlkampfes 2009, bei der die Parteilichkeit des Senders besonders deutlich wurde, taufte der bekannten mosambikanische Journalist Machado da Graça den Staatssender „Rádio Frelimo“. Ende 2013 setzte der Ministerrat den Aufsichtsratsvorsitzenden von Rádio Moçambique ab, da dieser der regierenden Partei nicht treu genug war.

## Bekannte Hörfunkmoderatoren
- Glória Muianga (* 1951)
- Rosa Anselmo
- Anabela Adrianopoulos